# Щербаковіт
Щербаковіт — мінерал, ланцюжковий силікат з групи батиситу. «Щербаковіт», описаний Мітчеллом (1990), насправді виявився нунканбахітом.
Названий на честь Щербакова Д. І., радянського геолога і геохіміка, академіка АН СРСР. Учень В. І. Вернадського та А. Е. Ферсмана.

## Опис
Хімічна формула: (К, Na, Ва)3(Тi, Nb)2[Si2O7]2.
Домішки: Zr, Al, Fe, Ta, Mn, Mg, Ca, Cl, H2O
Кристали довгопризматичні, на відміну від батиситу витягнуті по осі а. Рідко двійники зрощення з двійниковою площиною (110). Агрегати у вигляді віялоподібних зростків.
Спайність по (110) ясна, по (010) і (001) — недосконала. Крихкий. Частково розчиняється в H2SO4 при нагріванні. У HNO3 і HCl нерозчинний.

## Поширення
Знайдений з пектолітом і натролітом в нефелінових сієнітах; пізній гідротермальний мінерал неглибоких натролітових жил.
Вперше встановлений на руднику «Апатитовий Цирк» на горі Расвумчорр Хібінського масиву (Кольський півострів, Росія).